# La Nicolière
Pour les articles homonymes, voir Nicolière.
La Nicolière est l'un des principaux lacs de la république de Maurice. Situé au nord de son île principale, l'île Maurice, il relève du district de Pamplemousses. Il est de forme légèrement triangulaire. Le lac de La Nicolière est un lieu apprécié des randonneurs, car il se trouve dans une zone boisée et montagneuse.